# Kumbangsari
Kumbangsari is een bestuurslaag in het regentschap Situbondo van de provincie Oost-Java, Indonesië. Kumbangsari telt 2903 inwoners (volkstelling 2010).